# Chiara Mastroianni
Pour les articles homonymes, voir Mastroianni.
Chiara Mastroianni est une actrice et chanteuse française, née le 28 mai 1972 à Paris.
Après une apparition dans À nous deux de Claude Lelouch et un rôle coupé dans La Cité des femmes de Federico Fellini, elle se fait connaître grâce à son rôle dans Ma saison préférée du cinéaste André Téchiné pour lequel elle décroche sa première nomination aux César, en 1994.
Sa carrière décolle véritablement quand elle commence à tourner sous la direction du réalisateur Christophe Honoré qui fait d'elle sa muse. A ses côtés elle tourne dans six films. Parmi eux Non ma fille, tu n'iras pas danser, Les Biens-aimés, Marcello Mio, ou  Chambre 212 qui lui permet de décrocher le Prix d'interprétation féminine du Festival de Cannes dans la section "Un Certain Regard", le Swan dOr de la meilleure actrice et une nouvelle nomination au César en 2020.
Elle a également joué sous la direction de cinéastes prestigieux dont Robert Altman, Benoît Jacquot, Rebecca Zlotowski, Gregg Araki, et Xavier Beauvois.
Elle est la fille de Catherine Deneuve et Marcello Mastroianni et la mère de l'actrice  Anna Biolay qu'elle a eue avec le chanteur Benjamin Biolay dont elle a été la compagne pendant sept ans et du chanteur Asphalt de son vrai nom Milo Thoretton. Par sa mère, elle est également la nièce de l'actrice Françoise Dorléac.

## Biographie

### Jeunesse et famille
Chiara Françoise Charlotte Mastroianni naît le 28 mai 1972 dans le 16e arrondissement de Paris. Elle est la fille de l'actrice française Catherine Deneuve et de l'acteur italien Marcello Mastroianni. Elle a une demi-sœur, Barbara, née en 1951 de l'union de son père avec l'actrice de théâtre Flora Carabella. Elle a aussi un demi-frère, Christian Vadim, né en 1963, de l'union de sa mère avec le réalisateur Roger Vadim.
Dès son plus jeune âge, elle fréquente les plateaux de tournage et fait une apparition coupée au montage auprès de son père, Marcello Mastroianni, dans La Cité des femmes de Federico Fellini, réalisé en 1979.
Après son baccalauréat, elle s'inscrit à l'université de Paris III Censier en DEUG d'italien. C'est son ami Melvil Poupaud — rencontré au lycée Fénelon et dont elle est la petite amie entre 1988 et 1992 — qui la convainc de devenir comédienne,.

### Années 1990

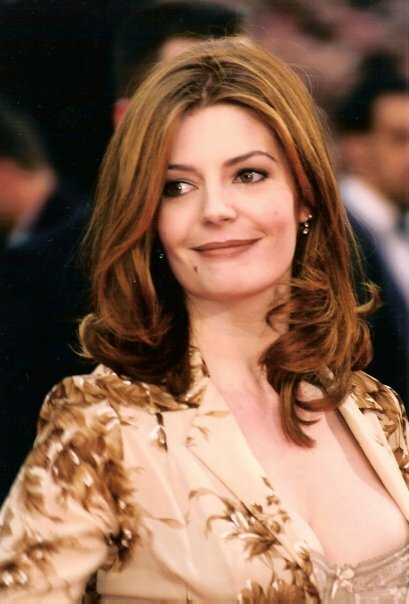
Chiara Mastroianni au festival de Cannes 1997.

Ses vrais débuts au cinéma ont lieu en 1993 avec le film Ma saison préférée d’André Téchiné où Chiara Mastroianni joue en compagnie de sa mère Catherine Deneuve. Sa performance lui vaut une nomination au César du meilleur espoir féminin.
L'année suivante, elle apparait dans le film américain Prêt-à-porter, de Robert Altman puis dans la comédie dramatique française Rêveuse Jeunesse, de Nadine Trintignant. En 1995, elle joue dans le drame N'oublie pas que tu vas mourir, de Xavier Beauvois et tourne pour la première fois sous la direction d'Arnaud Desplechin, pour la romance Comment je me suis disputé… (ma vie sexuelle) (1996), avec Mathieu Amalric dans le rôle principal.
En 1996, elle est propulsée pour la première fois tête d'affiche pour le thriller indépendant Caméléone écrit et réalisé par Benoît Cohen. L'année suivante, elle donne la réplique à Sandrine Kiberlain, héroïne de À vendre, écrit et réalisé par Lætitia Masson. Par ailleurs, elle continue à tourner en langue anglaise, comme pour le thriller Nowhere, écrit et réalisé par Gregg Araki.
En 1999, elle fait partie du casting quatre étoiles de la grosse production Le Temps retrouvé, de Raoul Ruiz. Elle y donne notamment la réplique à sa mère, Catherine Deneuve. Par ailleurs, elle est de nouveau tête d'affiche pour le drame La Lettre, adaptation de La Princesse de Clèves écrite et réalisée par Manoel de Oliveira. Enfin, elle s'essaie à un cinéma plus populaire en jouant dans le thriller Six-Pack, d’Alain Berberian.

### Années 2000
Durant la décennie 2000, Chiara Mastroianni s'investit dans des projets plus exposés médiatiquement, même si elle continue à tourner dans des productions étrangères plus confidentielles. En 2002, elle joue dans le drame Carnages de Delphine Gleize, puis, en 2003, elle participe au film en partie autobiographique Il est plus facile pour un chameau..., écrit, réalisé et principalement interprété par Valeria Bruni Tedeschi, dans lequel elle interprète la sœur de l'héroïne, à savoir Carla Bruni.
De plus, après avoir participé aux chœurs de l'album Négatif de Benjamin Biolay, elle sort un album, Home, en duo avec lui le 8 juin 2004.
En 2005, elle fait partie du casting de la comédie Akoibon, écrite et réalisée par Édouard Baer, puis, en 2007, elle double le personnage principal du film d'animation Persepolis, co-réalisé par Marjane Satrapi et Vincent Paronnaud. Catherine Deneuve y double le personnage de la mère. L'année 2008 est marquée par la sortie de la comédie policière Le crime est notre affaire, de Pascal Thomas. Elle y seconde le trio Catherine Frot, André Dussollier et Claude Rich. Elle avait déjà tourné avec le réalisateur dans la comédie L'Heure zéro, sortie l'année précédente.
Parallèlement, elle renoue aussi avec Arnaud Desplechin pour Un conte de Noël, où elle retrouve aussi une flopée d'acteurs avec lesquels elle tourne régulièrement : sa mère, Catherine Deneuve mais aussi Mathieu Amalric, Melvil Poupaud et Emmanuelle Devos. De plus, l'actrice tourne à plusieurs reprises avec Christophe Honoré. Après un second rôle dans sa comédie musicale Les Chansons d'amour (2007), elle fait une apparition dans La Belle Personne (2008), porté par Léa Seydoux. En 2009, elle tient enfin le premier rôle de l'un de ses projets : Non ma fille, tu n'iras pas danser qui constitue un de ses rôles les plus importants.
La même année, elle défend aussi un autre premier rôle, celui de la comédie Un chat un chat, écrite et réalisée par Sophie Fillières. Elle fait aussi partie de la distribution chorale de la comédie dramatique Bancs publics (Versailles Rive-Droite) de Bruno Podalydès.

### Années 2010
La décennie débute avec Marjane Satrapi et Vincent Paronnaud pour leur nouveau film d'animation, Poulet aux prunes, puis Christophe Honoré pour deux projets : Homme au bain (2010), où Chiara Mastroianni donne la réplique à François Sagat, et Les Bien-aimés (2011), où elle retrouve sa mère.
Par la suite, elle joue dans Americano, écrit, réalisé et principalement interprété par Mathieu Demy, puis surtout tourne à deux reprises avec Vincent Lindon : d'abord pour le drame d'époque Augustine (2012), d'Alice Winocour, puis pour le thriller Les Salauds (2013), de Claire Denis. Par ailleurs, elle tourne deux fois avec Benoît Poelvoorde : d'abord pour la comédie dramatique La Rançon de la gloire (2013), qui marque aussi sa seconde collaboration avec Xavier Beauvois, puis pour la romance Trois cœurs (2014), de Benoît Jacquot.
En 2016, elle tient un second rôle dans la comédie dramatique Good Luck Algeria, de Farid Bentoumi, mais tient aussi un petit rôle cocasse dans la comédie Saint-Amour, de Gustave Kervern et Benoît Delépine. Par ailleurs, elle est jurée à la Mostra de Venise.
L'année 2017 est marquée par la sortie du thriller K.O., de Fabrice Gobert, où elle seconde Laurent Lafitte. Elle apparait également dans un épisode de la mini-série Fiertés, de Philippe Faucon. En 2018, elle donne une nouvelle fois la réplique à sa mère, pour le drame La Dernière Folie de Claire Darling, de Julie Bertuccelli.
En 2019, elle retrouve Christophe Honoré pour leur quatrième collaboration dans Chambre 212, dans lequel elle donne la réplique à Vincent Lacoste et Benjamin Biolay. Le film est projeté au Festival de Cannes en sélection officielle Un Certain Regard. Pour ce rôle, elle remporte le prix d'interprétation, le premier de sa carrière, qu'elle offre à Christophe Honoré.

### Années 2020
En 2023, elle est maîtresse de cérémonie du Festival de Cannes où elle fut autrefois membre du jury en 1998, sous la présidence de Martin Scorsese.
Elle retrouve également Christophe Honoré en 2024 pour leur sixième collaboration, dans Marcello mio, film sélectionné au Festival de Cannes la même année. Chiara Mastroianni y incarne à la fois son propre rôle et celui de son père, Marcello Mastroianni.
En 2024 elle est membre du jury du Festival international du film de Tokyo, sous la présidence de Tony Leung.
Elle est signataire en mai 2025 de la pétition condamnant le « silence » sur le « génocide à Gaza » publiée en marge du Festival de Cannes.

### Vie privée
Elle fréquente Melvil Poupaud, dont elle est la compagne entre 1988 et 1992,.
Chiara Mastroianni a un premier enfant, Milo, le 31 décembre 1996, avec le sculpteur Pierre Thoretton, dont elle se sépare (et qui lui épouse en 2000 l'artiste plasticienne Eva Jospin). Ce dernier démarre une carrière de chanteur en 2024 sous le pseudonyme Asphalt.
En 2002, elle épouse le chanteur Benjamin Biolay. Le couple a un enfant, Anna, née le 22 avril 2003. Ils divorcent en 2009.
Entre 2014 et 2024, elle est en couple avec Benoît Poelvoorde, rencontré sur le tournage du film Trois cœurs.

## Filmographie

### Cinéma

#### Longs métrages
- 1979 : À nous deux de Claude Lelouch : une fillette
- 1980 : La Cité des femmes  (La città delle donne) de Federico Fellini : rôle coupé au montage
- 1987 : Les Yeux noirs (Очи чёрные) de Nikita Mikhalkov : la fille au poème
- 1993 : Ma saison préférée d’André Téchiné : Anne
- 1993 : À la belle étoile d’Antoine Desrosières : Claire
- 1994 : Prêt-à-porter de Robert Altman : Sophie Choiset
- 1995 : N'oublie pas que tu vas mourir de Xavier Beauvois : Claudia
- 1995 : All Men Are Mortal d'Ate de Jong : Françoise
- 1996 : Le Journal du séducteur de Danièle Dubroux : Claire Conti
- 1996 : Trois Vies et une seule mort de Raoul Ruiz : Cécile
- 1996 : Comment je me suis disputé… (ma vie sexuelle) d’Arnaud Desplechin : Patricia
- 1996 : Les Voleurs d'André Téchiné : une étudiante
- 1996 : Caméléone de Benoît Cohen : Léa
- 1997 : Nowhere de Gregg Araki : Kriss
- 1998 : À vendre de Lætitia Masson : Mireille
- 1998 : On a très peu d'amis de Sylvain Monod : Viviane
- 1999 : La Lettre de Manoel de Oliveira : Madame de Clèves
- 1999 : Le Temps retrouvé de Raoul Ruiz : Albertine
- 1999 : Libero Burro de Sergio Castellitto : Rosa Agnello
- 2000 : Six-Pack d’Alain Berberian : Marine
- 2001 : Hotel de Mike Figgis : infirmière de l'hôtel
- 2002 : Zeno (Le parole di mio padre) de Francesca Comencini : Ada Malfenti
- 2002 : Carnages de Delphine Gleize : Carlotta
- 2003 : Il est plus facile pour un chameau... de Valeria Bruni Tedeschi : Bianca
- 2005 : Akoibon d’Édouard Baer : Barbara
- 2007 : Les Chansons d'amour de Christophe Honoré : Jeanne
- 2007 : L'Heure zéro de Pascal Thomas : Aude Neuville
- 2008 : Un conte de Noël d’Arnaud Desplechin : Sylvia
- 2008 : La Belle Personne de Christophe Honoré : la femme dans le bar
- 2008 : Le crime est notre affaire de Pascal Thomas : Emma
- 2009 : Bancs publics (Versailles Rive-Droite) de Bruno Podalydès : mère de Marianne
- 2009 : Un chat un chat de Sophie Fillières : Célimène
- 2009 : Non ma fille, tu n'iras pas danser de Christophe Honoré : Léna
- 2010 : Homme au bain de Christophe Honoré : l'actrice
- 2011 : Les Bien-aimés de Christophe Honoré : Véra
- 2011 : Poulet aux prunes de Marjane Satrapi et Vincent Paronnaud : Lili adulte
- 2011 : Americano de Mathieu Demy : Claire
- 2012 : Augustine d'Alice Winocour : Constance Charcot
- 2012 : Les Lignes de Wellington (As linhas de Torres Vedras) de Valeria Sarmiento : Eugénie Renique
- 2013 : Les Salauds de Claire Denis : Raphaëlle
- 2014 : La Rançon de la gloire de Xavier Beauvois : Rosa
- 2014 : Trois Cœurs de Benoît Jacquot : Sophie Berger
- 2016 : Good Luck Algeria de Farid Bentoumi : Bianca
- 2016 : Saint Amour de Gustave Kervern et Benoît Delépine : patronne de la baraque à frites
- 2017 : K.O. de Fabrice Gobert : Solange
- 2018 : La Dernière Folie de Claire Darling de Julie Bertuccelli : Marie Darling
- 2019 : Chambre 212 de Christophe Honoré : Maria
- 2020 : La Fille au bracelet de Stéphane Demoustier : Céline
- 2022 : Les Enfants des autres de Rebecca Zlotowski : Alice
- 2022 : Cet été-là d'Éric Lartigau : Louise
- 2023 : Eureka de Lisandro Alonso : Maya, la colonelle
- 2024 : Langue étrangère de Claire Burger : Antonia, la mère de Fanny
- 2024 : Marcello mio de Christophe Honoré : Chiara / Marcello

#### Courts métrages
- 1995 : Hillbilly Chainsaw Massacre de Laurent Tuel : Cheryl
- 1995 : Bavardages en SIDA mineur de Virginie Thévenet, collection 3000 Scénarios contre un virus
- 2000 : La Faute au vent d'Emmanuelle Bercot, collection Scénarios sur la drogue : La mère
- 2016 : Bonne figure de Sandrine Kiberlain : Françoise

#### Doublage

##### Cinéma

###### Films
- 1993 : Panic sur Florida Beach (Matinee) : la starlette faisant des achats (Naomi Watts)

###### Films d'animation
- 2007 : Persepolis de Marjane Satrapi et Vincent Paronnaud : Marjane (voix originale française + version anglaise)
- 2021 : Luca d'Enrico Casarosa : Daniela Paguro (doublage français)

### Télévision
- 1994 : Rêveuse Jeunesse (téléfilm) de Nadine Trintignant : Brigitte
- 2012 : Les Lignes de Wellington (mini-série) de Raoul Ruiz et Valeria Sarmiento : Eugénie Renique, habillée en Hussard
- 2018 : Fiertés (mini-série) de Philippe Faucon : l'enquêtrice sociale
- 2024 : Mister Spade de Scott Frank (série télévisée) : Gabrielle

## Jeu vidéo
- 2001 : Atlantis III : Le Nouveau Monde : L'Archéologue / La Chasseresse du Paléolithique / Shéhérazade (Voix et capture de mouvements)

## Théâtre
- 2021-2022 : Le Ciel de Nantes de Christophe Honoré, mise en scène de l'auteur, théâtre des Célestins, théâtre de l'Odéon

## Discographie

### Albums
- 2004 : Home avec Benjamin Biolay
- 2017 : Volver avec Benjamin Biolay

### Livre audio
- 1989 : Liens de famille de Clarice Lispector, éditions Des femmes, coll. « Bibliothèque des voix »

### Participations
- 2001 : Trop jeune, duo avec Doc Gynéco sur l'album Quality Street
- 2003 : chœurs sur l'album Négatif de Benjamin Biolay
- 2005 : Paris / Paris (avec Benjamin Biolay) sur l'album À l'origine
- 2007 : Eye of the Tiger sur la bande originale de Persepolis
- 2007 : plusieurs participations sur Les Chansons d'amour d'Alex Beaupain, bande originale du film homonyme de Christophe Honoré
- 2008 : Sono io (avec Coralie Clément) sur l'album Toystore
- 2011 : plusieurs participations sur Les Bien-Aimés d'Alex Beaupain, bande originale du film homonyme de Christophe Honoré

## Radio
- 2014 : Sacrés caractères (douze épisodes de la web-série radio) de Thomas Sipp et Serge Élissalde, sur le thème des polices de caractère

## Distinctions

### Récompenses
- Festival de Cannes 2019 : Prix d'interprétation de la section Un certain regard pour son rôle dans Chambre 212[19]
- Festival du film de Cabourg 2020 : Swann d'or de la meilleure actrice pour Chambre 212[20]

### Nominations
- César 1994 : Meilleur espoir féminin pour Ma saison préférée
- Lumières 2012 : Meilleure actrice pour Les Bien-Aimés
- César 2020 : Meilleure actrice pour Chambre 212

### Membres de jury
- 1996 : jurée au Festival du cinéma américain de Deauville
- 1998 : jurée au Festival de Cannes
- 2000 : jurée - Œuvre Première à la Mostra de Venise
- 2011 : jurée au Festival du cinéma américain de Deauville
- 2016 : jurée internationale à la Mostra de Venise
- 2019 : jurée au Festival international du film de Marrakech[21]